# Miroslav Raičević
Miroslav Raičević (en serbe : Мирослав Раичевић), né le 13 juillet 1981 à Vrbas, dans la République socialiste de Serbie, est un joueur serbe naturalisé grec de basket-ball, évoluant aux postes d'ailier fort et de pivot. 